# Rodrigo de Castro Osorio
Rodrigo de Castro Osorio, (Valladolid, 5 de marzo de 1523-Sevilla, 1600) fue cardenal, obispo de Zamora, (1574-1578) y de la diócesis de Cuenca, (1578-1581), arzobispo de Sevilla, (1581 - 1600), miembro del Consejo de Estado de España y del Supremo Consejo de la Inquisición española durante el reinado de Felipe II. Tío-abuelo de Pedro Fernández de Castro y Andrade, séptimo conde de Lemos; estrechamente vinculado a la ciudad gallega de Monforte de Lemos, fue el fundador del Colegio de Nuestra Señora de la Antigua.

## Semblanza: Viajes y Estudios
Conocido popularmente como cardenal Rodrigo de Castro, auténtico hombre renacentista, considerado por muchos autores como el último gran príncipe eclesiástico; su lugar de nacimiento es disputado, ya que no se ha podido encontrar la partida de nacimiento: sin embargo, algunos autores sostienen que nació en Valladolid en 1523, por encontrarse allí circunstancialmente su madre, Beatriz de Castro "A Fermosa" (1480 - 1570), III condesa de Lemos, cuya belleza motivó el popular verso:
"De las carnes, el carnero,
de los pescados, el mero,
de las aves, la perdiz,
de las mugeres, la Beatriz"
Estudia derecho canónico en Salamanca, donde es obispo su hermano Pedro de Castro Lemos, (20 de febrero de 1545 - 5 de junio de 1553), que sería más tarde obispo de Cuenca, (1553-1561). Arzobispo de Sevilla desde 1581, donde emplea como Arquitecto al milanés Vermondo Resta, (Milán, Italia, circa 1555 - Sevilla, 1625), autor de numerosas iglesias manieristas en el Arzobispado y a la muerte del cardenal, de reformas de jardines y fuentes en el Real Alcázar de Sevilla , Patrimonio de la Humanidad desde 1987, es nombrado cardenal el 15 de diciembre de 1583, por el papa del nuevo calendario católico, Gregorio XIII. 
Su espíritu inquieto le lleva a viajar: Flandes, Portugal, Francia, Italia, Alemania; viajes en los que se hace con un importante patrimonio artístico, la mayor parte del cual va atesorando en la ciudad de Monforte de Lemos, a la cual le unió una fuerte predilección. (Farinelli indica que en la Biblioteca Nacional de España, se encuentra el Diario del último viaje del cardenal, hecho en 1598, dos años antes de su muerte, por orden de Felipe III, para recibir a la archiduquesa Margarita de Austria, futura reina de España. Se trata de un manuscrito en folio, colección de Jesuitas, registrado por Alenda nº 365: "Jornada quel cardenal mi señor hizo de Sevilla a Madrid y lo que passó hasta que se partió a Valencia, Año de 1598")

## Características y cargos

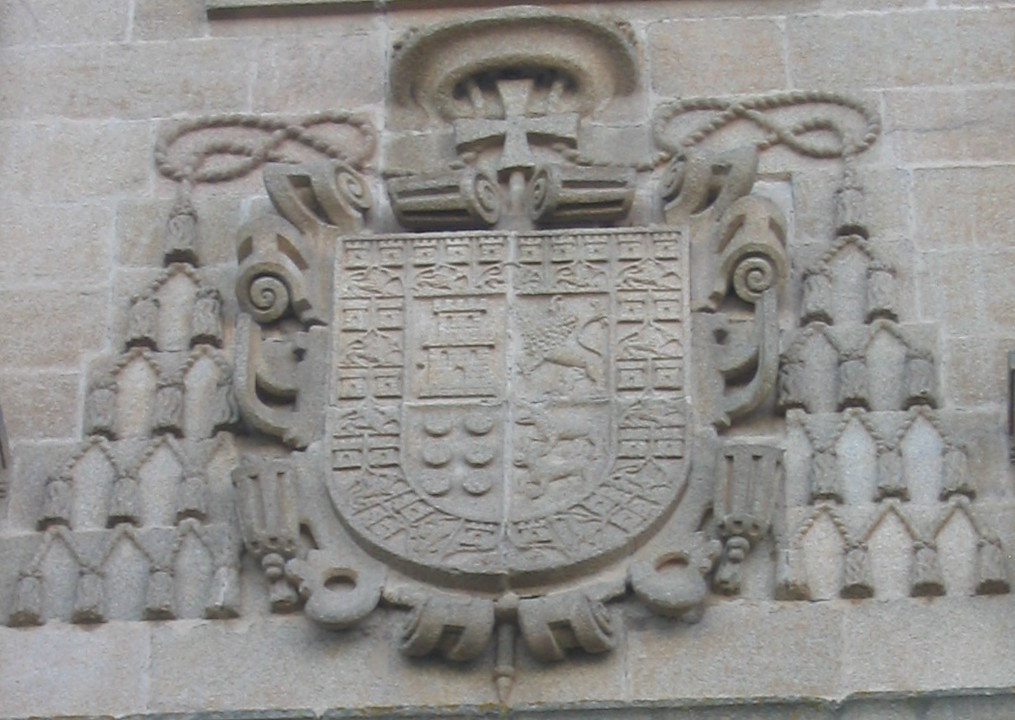
Escudo de armas del cardenal, en el Colegio de Nuestra Señora de La Antigua.En él se observan los seis roeles característicos de la Familia Castro y los lobos de los Osorio.

Adquiere un importante papel en la corte de Felipe II, donde se le encomiendan importantes misiones diplomáticas, además de entrar a formar parte del Consejo de Estado y del Supremo Consejo de la Inquisición española.
El cardenal es muy criticado por su gusto por el boato y la suntuosidad. Se suceden costosas partidas de caza, y gran número de sirvientes y criados, además del gusto por el lujo y las obras de arte. Siente una gran afición por la Cetrería, de la cual queda constancia por el "Tratado de la caza de las aves" de Pero López de Ayala que aún se conserva en el museo de Nuestra Señora de la Antigua, y que pertenecía a su colección personal. Surgen asimismo críticas en su Arzobispado de Sevilla, al rodearse exclusivamente de sirvientes y colaboradores gallegos.
Su otro aspecto era su generosidad y humanismo; crea una residencia para chicas en situación difícil, lucha por la humanización del trato en las prisiones, ayuda al clero empobrecido y ayuda a la construcción y mejora de templos, hospitales y asilos, además de ejercer de mecenas de las artes.De él diría Luis de Góngora en un popular soneto; 

"Príncipe glorioso, 
que ya de mejor púrpura vestido;
rayos ciñe de luz, estellas pisa"
(Luis de Góngora)

## Construcción del Colegio de Nuestra Señora de La Antigua

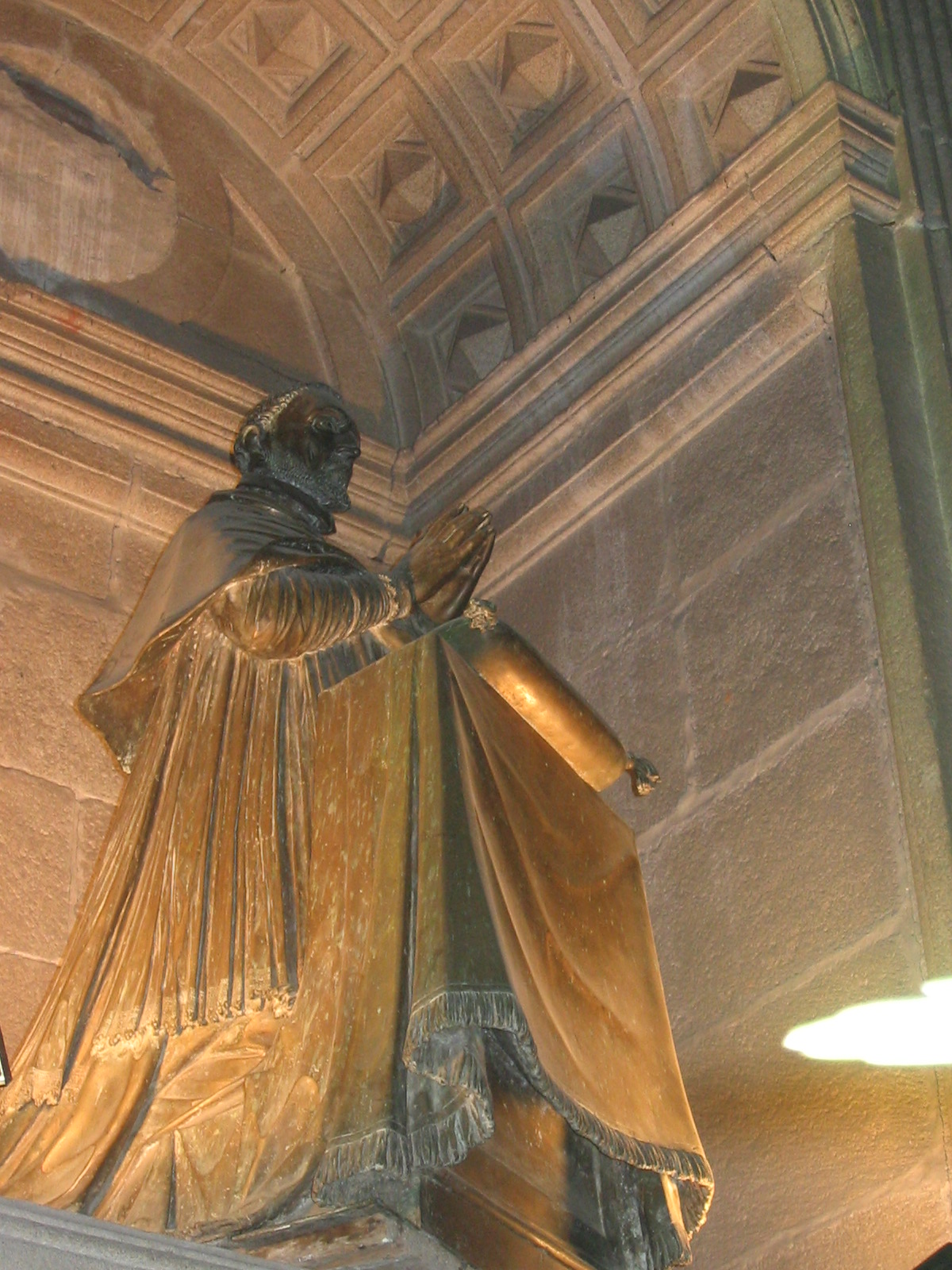
Rodrigo de Castro, estatua orante, por Juan de Bolonia.

Durante la convalecencia de una grave enfermedad decide comenzar, hacia 1592, la monumental obra  del Colegio de Nuestra Señora de La Antigua, regentado en sus inicios por la Compañía de Jesús, a la que le unía una fuerte predilección: anteriormente ya había consolidado financieramente el Colegio de Jerez de la Frontera, y contribuía al mantenimiento del Colegio-seminario de los jesuitas ingleses de Sevilla, desde su fundación, además de haber sido instituido protector de una de las congregaciones que la compañía tenía en esta última ciudad, la de la Anunciata.
El colegio fue su mayor legado a Monforte de Lemos, constituyendo una de las escasísimas muestras de estilo herreriano en Galicia; lleva el nombre de la Virgen de la Antigua, objeto de la devoción del cardenal, y popularmente toma el nombre de "Colegio del Cardenal" o bien "Colegio de La Compañía". 
Sobre esta misma época, el purpurado instaura en la ciudad una fiesta en honor de las reliquias que ha ido atesorando, y que se conservan en el museo del convento de Santa Clara (popularmente conocido como "las clarisas"), de Monforte. La escritura de dotación del colegio se otorga en Madrid, estando presente su sobrino Pedro Fernández de Castro y Andrade, de muy corta edad todavía, y que desarrollaría durante su vida muchos de los rasgos del humanismo y amor por las artes de su tío. 

### Fallecimiento
Nunca lo verá acabado, ya que fallece en Sevilla en el año 1600. Deja dispuesto en su testamento el Patronato perpetuo y hereditario del colegio, al que se refiere en estos términos: "Para bien y utilidad de mi patria"; dicho patronato queda vinculado y ligado al título del Condado de Lemos. Dispone asimismo el traslado de sus restos a Monforte de Lemos, donde yacen, en el Colegio de Nuestra Señora de la Antigua, bajo una estatua realizada por Juan de Bolonia, y muy apreciada por su singularidad, que le presenta en posición de rezo y enfrentado a un cuadro de la virgen que acaparaba sus devociones, Nuestra Señora de la Antigua, cuadro que esconde tras de sí el sepulcro de su madre, Beatriz de Castro "A Fermosa",  III Condesa de Lemos, (1480 - 1570 ).